# 比莱 (默兹省)
比莱（法語：Bislée，法語發音：[bile]）是法国默兹省的一个市镇，属于科梅尔西区。

## 地理
比莱（48°52'8"N, 5°29'40"E）面积4.96 平方千米，位于法国大東部大區默兹省，该省份为法国西北部内陆省份，北与比利时接壤，西接马恩省和阿登省，南至上马恩省和孚日省，东临默尔特-摩泽尔省。
与比莱接壤的市镇（或旧市镇、城区）包括：绍翁库尔、默兹河畔昂、大克尔、小克尔、圣米耶勒。

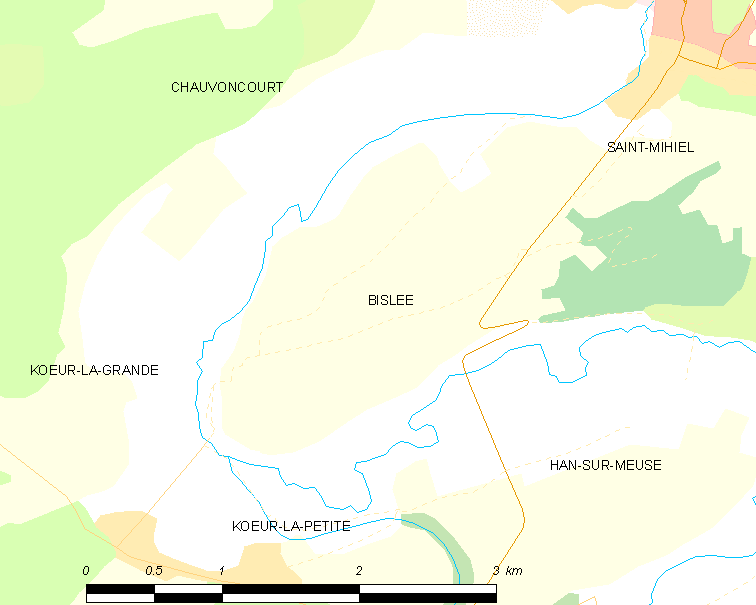
的OSM定位图

比莱的时区为UTC+01:00、UTC+02:00（夏令时）。

## 行政
比莱的邮政编码为55300，INSEE市镇编码为55054。

## 政治
比莱所属的省级选区为圣米耶勒县。

## 人口

1962-2008年间人口变化图示

比莱于2022年1月1日时的人口数量为62人。